# 1948 a sportban
1948 főbb sporteseményei a következők voltak:
- március 2. – május 17. – Az 1948-as sakkvilágbajnokság Hágában és Moszkvában, amelyen Mihail Botvinnik megszerzi a világbajnoki címet.
- A Csepel FC nyeri az NB1-et. Ez a klub harmadik bajnoki címe.
- július 29-étől Londonban a XIV. nyári olimpiai játékok

## Születések
- ? John Murphy, ír gaelic futballjátékos, edző, menedzser († 2020)
- január 2.
  - Givi Georgijevics Nogyija, szovjet válogatott labdarúgó, grúz labdarúgóedző († 2005)
  - Ognjen Petrović, jugoszláv válogatott szerb labdarúgókapus († 2000)
- január 8. – Jerzy Kaczmarek, olimpiai bajnok lengyel tőrvívó
- január 11.
  - Ján Čapkovič, csehszlovák válogatott szlovák labdarúgó
  - Jozef Čapkovič, Európa-bajnok csehszlovák válogatott szlovák labdarúgó
- január 14.
  - Carl Weathers, amerikaifutball-játékos, színész, televíziós rendező és producer
  - Lisbeth Korsmo, olimpiai bronzérmes norvég gyorskorcsolyázó, kerékpárversenyző († 2017)
- január 15. – Wolfgang Gunkel, olimpiai, világ- és Európa-bajnok NDK-s evezős († 2020)
- január 19. – Terry Hanratty, Super Bowl-győztes amerikai amerikaifutball-játékos
- január 26. – Volodimir Mihajlovics Pilhuj, ukrán labdarúgóedző, korábban szovjet válogatott labdarúgókapus
- január 27. – Vadász László, magyar sakkozó, nemzetközi nagymester, sakkolimpiai bajnok († 2005)
- január 29. – David Hay, skót válogatott labdarúgó, edző
- február 2. – Roger Williamson, brit auversenyző, Formula–1-es pilóta († 1973)
- február 3. – Drapál János, magyar motorversenyző († 1985)
- február 4. – Wichmann Tamás, kilencszeres kenuvilágbajnok, kétszer olimpiai második, egyszer olimpiai harmadik helyezett, 37-szeres magyar bajnok
- február 7. – David Harvey, skót válogatott labdarúgókapus
- február 9. – Schell László, jégkorong-játékvezető, a Nemzetközi Jégkorong Szövetség Dicsőség Csarnokának tagja
- február 12. – Bernd Franke, világbajnoki ezüstérmes nyugatnémet válogatott német labdarúgó, kapus, olimpikon
- február 23. – Trevor Cherry, angol válogatott labdarúgó († 2020)
- február 24.
  - George Forgie, kanadai jégkorongozó
  - Luis Galván, világbajnok argentin válogatott labdarúgó
- február 25. – Friedrich Koncilia, osztrák válogatott labdarúgó
- március 10. – John Faulkner, angol labdarúgó, hátvéd, edző († 2017)
- március 16. – Tatjana Lematschko, szovjet-svájci női sakknagymester († 2020)
- március 19. – Leif Jenssen, olimpiai bajnok norvég súlyemelő
- március 20. – Bobby Orr, Stanley-kupa-győztes kanadai jégkorongozó, védő, HHOF-tag
- március 24. – Sragá Bar, izraeli válogatott labdarúgó
- április 2. – Roy Gerela, Super Bowl-győztes amerikai amerikaifutball-játékos
- április 7. – Pietro Anastasi, Európa-bajnok olasz válogatott labdarúgó († 2020)
- április 11. – Georgij Alekszandrovics Jarcev, szovjet válogatott labdarúgó, orosz labdarúgóedző
- április 20. – Alex Campbell, kanadai jégkorongozó
- április 24. – Szívós István, olimpiai, világ- és Európa-bajnok magyar vízilabdázó, edző, sportvezető, fogorvos († 2019)
- április 25. – Enver Marić, bosnyák labdarúgókapus
- április 26. – Giuseppe Massa, olasz labdarúgó, csatár, edző († 2017)
- április 30. – Papp Margit, Európa-bajnok magyar atléta, ötpróbázó, olimpikon
- május 2. – Larry Gowell, amerikai baseballjátékos († 2020)
- május 5. – Gheorghe Tătaru, román válogatott labdarúgó († 2004)
- május 12. – John Blackley, skót válogatott labdarúgó, edző
- május 16. – Jim Langer, Super Bowl-győztes amerikai amerikai futball játékos, Pro Football Hall of Fame-tag
- május 22. – Florea Dumitrache, román válogatott labdarúgó († 2007)
- június 7. – Ratko Rudić, olimpiai ezüstérmes vízilabdázó, edző
- június 12. – Juan José Muñante, perui válogatott labdarúgó, csatár († 2019)
- június 14. – Alekszandr Szergejevics Kabanov, olimpiai, világ- és Európa-bajnok szovjet-orosz vízilabdázó († 2020)
- június 28. – Boros Zoltán, világbajnoki bronzérmes magyar tájfutó, sportvezető
- július 10. – Staffan Tapper, svéd válogatott labdarúgó
- július 19.
  - Atilio Ancheta, uruguayi válogatott labdarúgó
  - Alexandru Neagu, román válogatott labdarúgó († 2010)
- július 21. – Donnie Green, amerikai amerikai futball játékos († 2019)
- július 23. – Marañón, spanyol válogatott labdarúgó
- július 27. – James Whittaker, kanadai jégkorongozó
- július 28. – Ruud Geels, világbajnoki ezüstérmes holland válogatott labdarúgó
- augusztus 2. – Cornel Dinu, román válogatott labdarúgó, edző
- augusztus 5.
  - Ray Clemence, BEK, UEFA-kupa és UEFA-szuperkupa-győztes angol válogatott labdarúgókapus, edző († 2020)
  - Tony DiCicco, amerikai válogatott labdarúgó, kapus, olimpiai és világbajnok edző († 2017)
- augusztus 15. – Jorge Carrascosa, argentin válogatott labdarúgó, hátvéd
- augusztus 17. – Badari Tibor, Európa-bajnok magyar ökölvívó
- szeptember 1. – Ichák Sum, izraeli válogatott labdarúgó, edző
- szeptember 2. – Terry Bradshaw, Super Bowl-győztes amerikai amerikaifutball-játékos, Pro Football Hall of Fame és College Football Hall of Fame-tag
- szeptember 12. – Jean-Louis Schlesser, francia autóversenyző
- szeptember 17. – Kiril Milanov, bolgár válogatott labdarúgó († 2011)
- szeptember 25. – Birtalan István, világbajnok és olimpiai ezüstérmes romániai magyar kézilabdázó, edző
- szeptember 27.
  - Alex Rennie, skót labdarúgó, hátvéd, edző († 2018)
  - Vojtěch Varadín, csehszlovák válogatott szlovák labdarúgó, hátvéd († 2018)
- október 4. – Rodolfo Sandoval, uruguayi válogatott labdarúgó
- október 12. – Jack Dolbin, amerikai amerikaifutball-játékos († 2019)
- október 24. – Robert Ouko, olimpiai bajnok kenyai atléta († 2019)
- október 26. – Heinrich Strasser, osztrák válogatott labdarúgó, hátvéd, edző
- október 31. – Adelard Mayanga Maku, Kongói Demokratikus Köztársaságbeli válogatott labdarúgó
- november 3. – Helmuth Koinigg, osztrák autóversenyző, Formula–1-es pilóta († 1974)
- november 4.
  - Giancarlo Galdiolo, olasz labdarúgó, hátvéd, edző († 2018)
  - Ndaye Mulamba, afrikai nemzetek kupája-győztes zairei válogatott kongói labdarúgó († 2019)
- november 10. – Eugen Pleško, jugoszláv-horvát országúti-kerékpáros, olimpikon († 2020)
- november 12.
  - Otepa Kalambay, Kongói Demokratikus Köztársaságbeli válogatott labdarúgó
  - Tim Mickelson, olimpiai ezüstérmes amerikai evezős († 2017)
- november 16.
  - Arie Haan, világbajnoki ezüstérmes holland válogatott labdarúgó, edző
  - Mate Parlov, olimpiai bajnok jugoszláv színekben versenyző horvát ökölvívó († 2008)
- november 22. – Radomir Antić, jugoszláv válogatott szerb labdarúgó, edző († 2020)
- november 24. – Ekofa Mbungu, Kongói Demokratikus Köztársaságbeli válogatott labdarúgó
- december 3. – Antal Péter, magyar labdarúgó, középpályás, edző, sportvezető
- december 6. – Eigil Nielsen, dán válogatott labdarúgó, középpályás († 2019)
- december 8. – Giovanni Battista Coletti, olimpiai és világbajnoki ezüstérmes olasz vívó
- december 10. – Dušan Bajević, jugoszláv válogatott bosnyák labdarúgó, edző
- december 12. – Randy Smith, amerikai kosárlabdázó († 2009)
- december 30.
  - Billy Hughes, skót válogatott labdarúgó († 2019)
  - Danny Schock, Stanley-kupa-győztes kanadai jégkorongozó († 2017)
- december 31. – Sandy Jardine, skót válogatott labdarúgó († 2014)

## Halálozások
- január 6. – Giulio Gaudini, olimpiai és világbajnok olasz tőr- és kardvívó (* 1904)
- január 30. – Herb Pennock, World Series bajnok amerikai baseballjátékos, National Baseball Hall of Fame and Museum tag (* 1894)
- február 2. – Bevil Rudd, olimpiai bajnok dél-afrikai atléta (* 1894)
- február 8. – Alf Aanning, olimpiai ezüstérmes norvég tornász (* 1896)
- február 14. – Mordecai Brown, World Series bajnok amerikai baseballjátékos, National Baseball Hall of Fame and Museum tag (* 1876)
- február 16. – Barta István, olimpiai bajnok vízilabdázó (* 1895)
- április 12. – Curt Sjöberg, olimpiai bajnok svéd tornász (* 1897)
- április 27. – Clifford Crowley, olimpiai bajnok kanadai jégkorongozó (* 1906)
- június 12. – Glykais Gyula, olimpiai bajnok magyar kardvívó (* 1893)
- július 6. – František Svoboda, világbajnoki ezüstérmes csehszlovák válogatott labdarúgó (* 1906)
- július 11. – Barcza Miklós, magyar jégkorongozó, olimpikon (* 1908)
- július 27. – Joe Tinker, World Series bajnok amerikai baseballjátékos, National Baseball Hall of Fame and Museum tag (* 1880)
- augusztus 12. – Billy Graulich, amerikai baseballjátékos (* 1868)
- augusztus 7. – Jimmy Wacker, World Series bajnok amerikai baseballjátékos (* 1883)
- augusztus 16.
  - Paul Pedersen, olimpiai ezüst- és bronzérmes norvég tornász (* 1886)
  - Babe Ruth, World Series bajnok amerikai baseballjátékos, National Baseball Hall of Fame and Museum tag (* 1895)
- augusztus 19. – Fred Odwell, amerikai baseballjátékos (* 1872)
- augusztus 20. – Carl Hårleman, olimpiai bajnok svéd tornász, rúdugró, nemes, katona, sporttisztviselő (* 1886)
- szeptember 22. – Kaj Gnudtzmann, olimpiai ezüstérmes dán tornász (* 1880)
- október 1. – Lew Camp, amerikai baseballjátékos (* 1868)
- október 8. – Al Orth, amerikai baseballjátékos, edző, bíró (* 1872)
- november 30. – Frank Bowerman, World Series bajnok amerikai baseballjátékos, menedzser (* 1868)
- december 3. – Fred Buckingham, amerikai baseballjátékos (* 1876)
- december 25. – Carl Abrahamsson, olimpiai és világbajnoki ezüstérmes, Európa-bajnok, országos bajnok svéd jégkorongozó, bandyjátékos, atléta (* 1896)